# مرغ باران تاهیتی
مرغ باران تاهیتی(نام علمی: Pseudobulweria rostrata) نام یک گونه از تیره کبوتردریاییان است.